# 新版畫

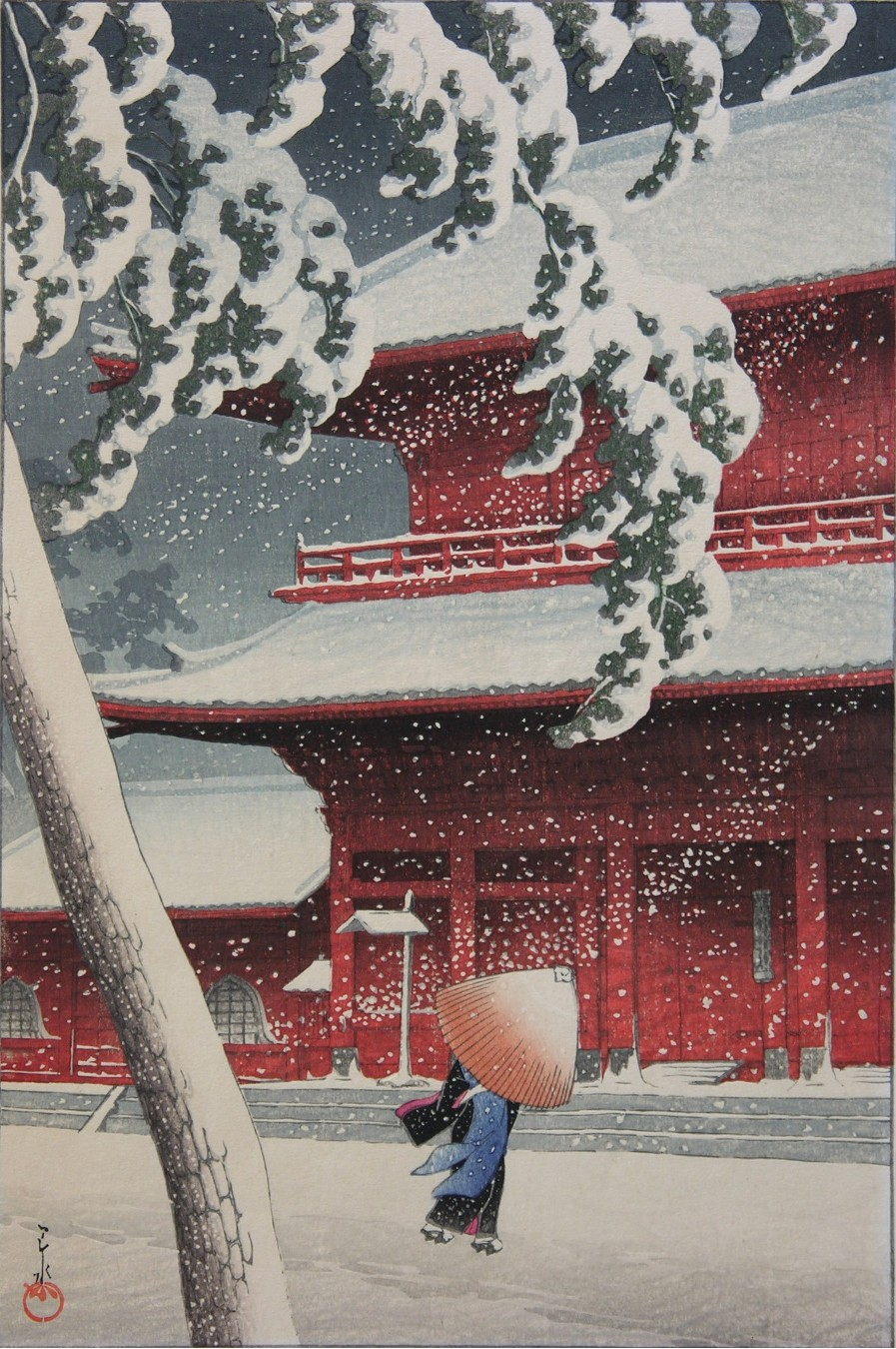
《東京二十景　芝増上寺》，由川瀨巴水於1925年所繪。

新版畫（日语：／ shin-hanga）是指20世紀初期，日本在明治末期至昭和初期興起的藝術運動，旨在復興源自江戶與明治時代（17至19世紀）的傳統浮世繪。與同時期強調個人創作的創作版畫不同，新版畫沿襲了浮世繪的分工協作模式，藉由版元（出版商）主導，畫師、雕師、摺師各司其職，在傳統木版畫、錦繪技法的基礎上追求新的藝術表現，並旨在實現浮世繪的現代化與復興。
該運動最初由渡邊庄三郎發起，並從1915年左右蓬勃發展至1942年，並在第二次世界大戰後至20世紀50年代和60年代以小規模恢復。

## 概要

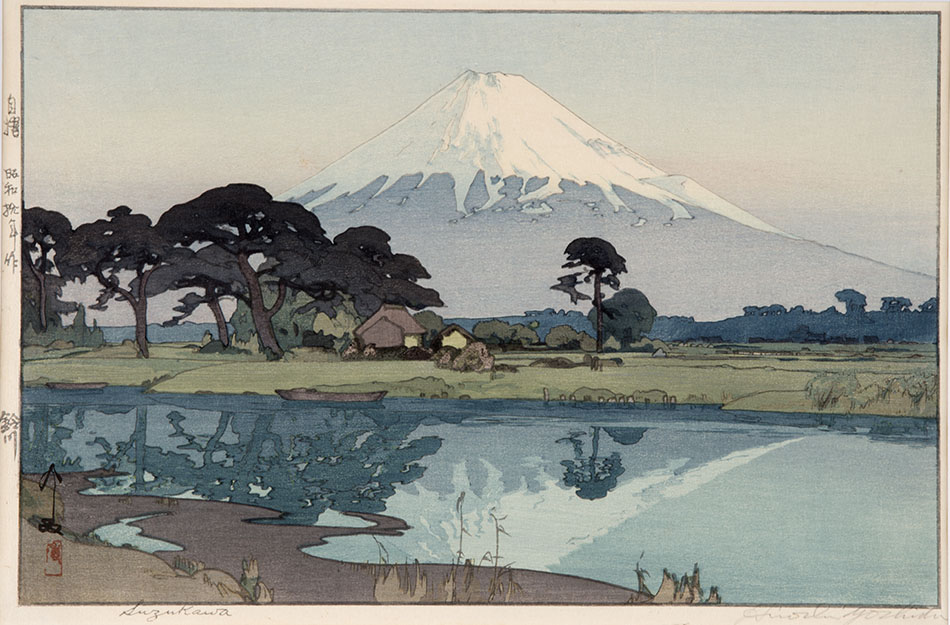
《鈴川》，由吉田博於1935年所繪。

自明治27年（西元1894年）甲午戰爭的戰爭繪掀起短暫熱潮後，傳統浮世繪版畫的風潮於明治30年（西元1897年）前後迅速走向衰落。到了明治30年代至40年代，受廉價石版畫、攝影技術以及大量印刷的報紙、雜誌、明信片等新興商品的衝擊，浮世繪版畫銷量陷入長期低迷，逐漸式微。
然而，在這段時期，受日本主義影響的海外人士開始對分工合作的木版畫產生興趣，如雕塑師海倫·海德於明治32年（西元1899年）9月來到日本，埃米尔·奥尔利克則於隔年4月到訪。他們的到來，連同後來橋口五葉、伊東深水等人的新版畫創作，使得不僅日本畫家，就連西洋畫家及外國藝術家也積極參與新版畫的製作。在此推動下，在關東大地震前，新版畫迎來最具實驗精神的時期。其特色包括融入現代素描風格的美人画、役者繪、富有陰影表現的風景畫，此外，深受外國人喜愛的花鳥畫亦有大量創作。
關東大地震後，東京湧現多家新版畫的出版機構，其中包括孚水畫房、土井版畫店、伊勢辰、加藤版畫店、芳壽堂（店主不詳）、尚美堂（田中良三）等，令版畫市場再度活躍。其中川瀨巴水特別引人注目，他與多個版元合作推出了大量作品。

## 歷史

### 創作版畫
明治40年（西元1907年），山本鼎、石井柏亭、森田恆友創辦美術雜誌《方寸》，並由此開啟了創作版畫運動。山本等人最初將自己的版畫作品稱為「刀畫（とうが）」。同一時期，石井柏亭的弟弟石井鶴三、織田一磨、戶張孤雁等人也積極投入創作版畫。其中，石井鶴三於明治38年（西元1905年）在山本鼎的同人雜誌《平旦》上發表《虎》，成為最早使用「版畫」一詞的先驅之一。
織田在明治40年（1907年）入選第一屆文展後，前往東京，加入藝術家團體「麵包會（パンの會）」，並參與《方寸》的創作版畫活動。他在大正7年（1918年）日本創作版畫協會成立時也發揮了重要作用。此外，石井、織田、戶張不僅活躍於創作版畫領域，並在之後參與了新版畫的創作，推出了分工合作的木版畫作品。

### 興起
明治末年，版元渡邊庄三郎在從事海外浮世繪原畫與復刻版出口業務的同時，開始探索以版元為中心、遵循傳統工藝的新版畫製作模式。渡邊認為，在尊重原畫作者意圖的基礎上，由熟練的雕刻師與印刷師分別承擔刻版與摺印工序，才是最佳的製作方式。渡邊版畫店隨後於創立於明治39年（1906年）成立。
最早響應這一理念為幾名外國藝術家，包括奧地利畫家里茨·卡佩拉里、英國人查爾斯·威廉·巴特利特、伊麗莎白·基斯。渡邊將他們的作品翻刻為木版畫，推動了這一藝術形式的發展，為新版畫奠定了基礎。其中，渡邊嘗試在木版畫中表現日本畫特有的墨色暈染與筆觸，希望在版畫中再現肉筆浮世繪的質感，也在印刷過程中嘗試留下馬楝痕蹟的實驗性摺印技法。

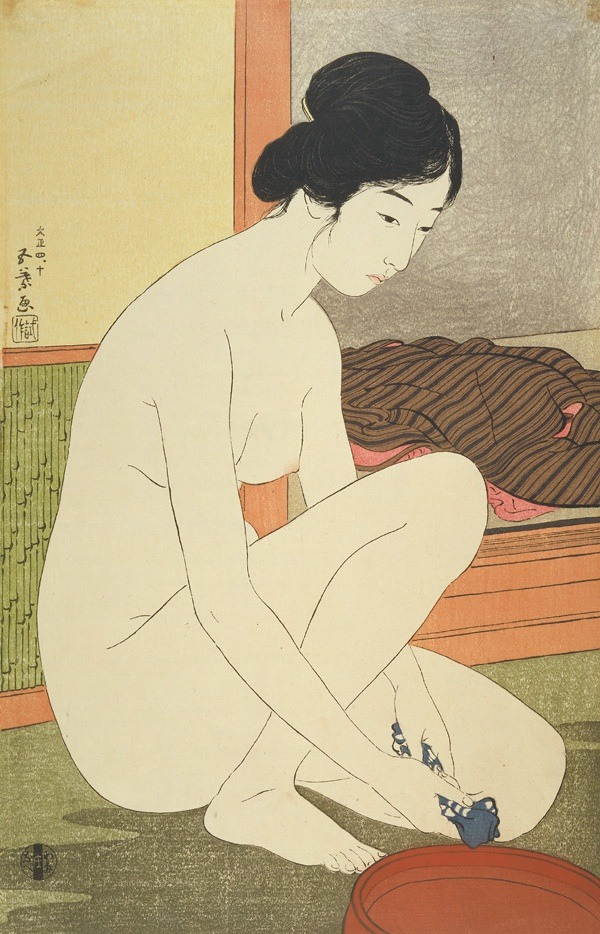
《浴場的女子》由橋口五葉於1915年所繪，這是渡邊祥三郎出版最早的新版畫之一。

大正初期，渡邊版畫店在柳町的間借店內，委託高橋弘明創作具有日本特色的山水人物畫，並試製了大約10幅大版木版畫，將其命名為「新作版畫」，並開始進行版行與銷售。另一方面，在小林清親於大正4年（1915年）去世後，橋口五葉創作了下畫，並於翌年大正5年（1916年）由渡邊版畫店版發行由日本藝術家創作的首幅木版畫《浴場的女子》，這被視為新版畫的第一作。
此外，繼承浮世繪畫系的伊東深水也在大正5年（1916年）由渡邊版畫店發行了他的第一作《對鏡》，並從此開始陸續發行美人畫系列。其他的作品還包括大正5年發行的角色畫《鴈治郎の紙屋治兵衛》（名取春仙）、《十一代目片岡仁左衛門的的大星由良之助》（山村耕花）以及大正7年（1918年）版行的三幅風景版畫《塩原おかね路》、《塩原畑下り》和《塩原志ほがま》（川瀨巴水）。此後，更多藝術家開始開始參與新版畫運動，包括楢崎榮昭、伊藤孝之、笠松紫浪、小原祥邨、高橋弘明、土屋光逸、石渡江逸、井出岳水、北川一雄、古屋台軒等人。
大正中期，土井版畫店開始嶄露頭角，發行了土屋光逸以及法國藝術家諾埃爾·努埃的作品。此外，以風景畫家、特別是山岳畫家聞名的吉田博，也在大正10年（1921年）於渡邊版畫店發行了他的第一部作品《牧場的午後》。由於新版畫在歐洲等地廣受歡迎，四年後的大正14年（1925年），吉田設立了自己的工房「吉田工作室」，開始親自監督雕刻與印刷，並發表作品，這類作品被稱為「私家版」。
然而，在大正12年（1923年）9月1日發生的關東大地震中，渡邊版畫店遭受災害，所有版木、版畫作品及書籍皆毀於火災之中。但渡邊很快復興，於大正13年（1924年）發行了織田一磨的《松江大橋（雪中）》等多色木版畫，並持續進行新作版畫的製作。

### 各地發展

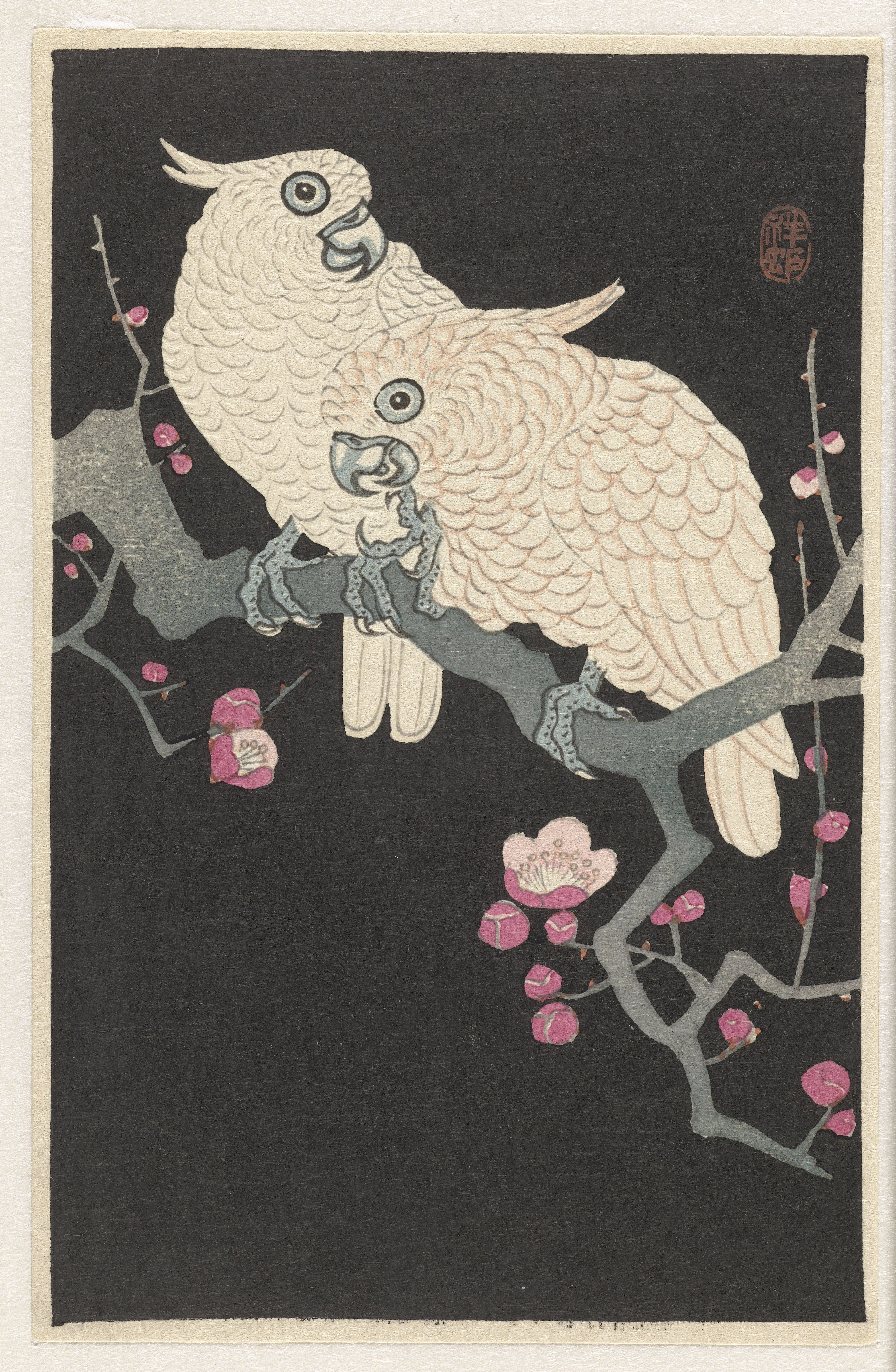
《鸚鵡與柘榴》，由小原古邨於1925年所繪。

在新版畫的創作過程中，渡邊的推動吸引了許多新興版元參與。關東地區的版元包括伊せ辰、東京尚美堂、酒井好古堂、川口、土井版畫店、加藤版畫、馬場靜山堂、足立版畫研究所、日本版畫研究所、高見澤木版社、孚水畫房、美術社、池田富藏、長谷川武次郎等。關西地區則有藝艸堂、佐藤章太郎、內田美術書肆、根津清太郎、真美社、關西美術社等。1920年代末，兵庫地區的西宮書院和名古屋的後藤版畫店也開始發行新版畫。
在關西畫壇方面，大正2年（1913年），北野恒富為麒麟啤酒繪製的美人畫海報受到廣泛好評，印製達七萬張。大正7年（1918年），他發行了四幅組美人畫《郭之春秋》。雖然限量五百部，但至今極少流傳。大正14年（1925年），版元佐藤章太郎發行了吉川觀方與三木翠山的美人畫。進入昭和時代，京都的京都版畫院與まつ九，兵庫的西宮書院均發行山川秀峰、大野麥風、和田三造等人的作品，大阪的成田守兼與華泉則創作了美人畫。名古屋的渡邊幾春亦留下了美人畫作品（版元不詳），名古屋的後藤版畫店則發行了瀨川艷久的風景畫。
在東京，昭和6年（1931年），第八代鳥居派掌門人鳥居言人在版元池田富藏發行了《朝寢髮》美人畫，該作品因被認為其內容有害，遭到警視廳查禁。昭和5年（1930年），小早川清發行了《近代時世粧》六幅組，畫中模特兒為藝妓、摩登女性及咖啡廳的女侍。昭和10年（1935年），石川寅治發行了《裸女十種》系列，此作將西洋繪畫的裸女題材融入美人畫之中為特徵。
此時期，法國畫家保羅·賈克雷曾向池田輝方夫妻學習，並在昭和8年（1933年）創立若禮版畫研究所，翌年發行了首幅版畫《塞班的少女與木槿花》。昭和9年（1934年），加藤版畫研究所（現為加藤版畫）發行了賈克雷的作品《虹》，竹久夢二等畫家也在此發表作品。

### 衰落
1939年，陸軍新聞部資助成立了「陸軍美術協會」，旨在推廣戰爭美術。隨著太平洋戰爭的爆發，在戰時經濟影響下，戰爭畫委員會開始配給專用畫材，導致畫材獲得困難，且海外市場對日本版畫的需求大幅下降，從而影響了版畫製作。
二戰後，新版畫的市場需求未能恢復。但仍有少數藝術家延續此傳統，如伊東深水與志村立美，然而隨著畫家群年事已高及社會變遷，以及渡邊莊三郎於1962年的去世，令新版畫發展漸停。20世紀後期，出版商開始復刻早期新版畫，並使其在國際藝術界獲得了聲譽。
進入21世紀後，新版畫的受歡迎程度略有回升，市場對川瀨巴水與吉田博等早期畫師的作品需求增加，且新一代藝術家如保羅·比尼亦延續新版畫的美學風格。

## 海外市場
新版畫主要針對西方市場，以滿足西方人對日本的懷舊與浪漫化視角，因而在海外廣受歡迎。1920年代，《International Studio》《工作室雜誌》《藝術新聞》及《《藝術雜誌》等雜誌曾刊載有關新版畫的文章。最早出口的新版畫為1916年由弗里茨·卡佩拉里（Fritz Capelari）繪製的作品，而波士頓於1924年3月舉辦了首次海外展覽。隨後，1926年印第安納波利斯的赫倫藝術學院舉辦了大型展覽，展示68件新版畫作品。在當時，吉田博負責波士頓和印第安納波利斯展覽的策劃，也在1930年和1936年促成了俄亥俄州托萊多藝術博物館（Toledo Museum of Art）的大型展覽。
然而在日本，新版畫未獲得廣泛關注。浮世繪版畫仍被視為大眾商品，與西方將其視為高級藝術的觀點不同。經歷明治時代的現代化與西化後，西洋油畫（洋畫）被視為高級藝術並獲得官方認可，而新版畫則被認為是過時的浮世繪的變體，地位較低，未能得到官方支持。

## 新作版畫
新作版畫可被視爲是新版畫的前身，同樣由渡邊庄三郎推動。此類版畫始於1907年，由高橋松亭創作，並持續繁榮至1927年前後，其人氣隨著新版畫的興起而逐漸減弱，最終在1935年完全停止。
新作版畫本質上是對浮世繪的現代化，特別是對歌川廣重風格的延續。與新版畫不同的是，它並未描繪當時的日本，而是透過現代版畫技術，呈現工業化與明治維新之前的日本風景，以喚起懷舊情懷。新作版畫的技法仍保留了手繪筆觸的再現（新版畫則刻意避免重現筆觸），同時開始捨棄浮世繪中常見的輪廓線與大面積純色。
這種風格在初期深受來日觀光客歡迎（渡邊將其稱為「紀念品版畫」），並且主要用於海外出口。新作版畫的尺寸通常比新版畫更小，因此製作與購買成本較低，這也為渡邊提供了穩定的經濟基礎，使他能夠進一步推動新版畫運動的發展。

## 影響
蘋果公司創辦人史蒂夫·賈伯斯為著名的新版畫收藏家之一。在1984年，首部「Apple Macintosh」發表會中，螢幕顯示的日本女子的畫像為橋口五葉的《梳髮女》。

## 圖庫

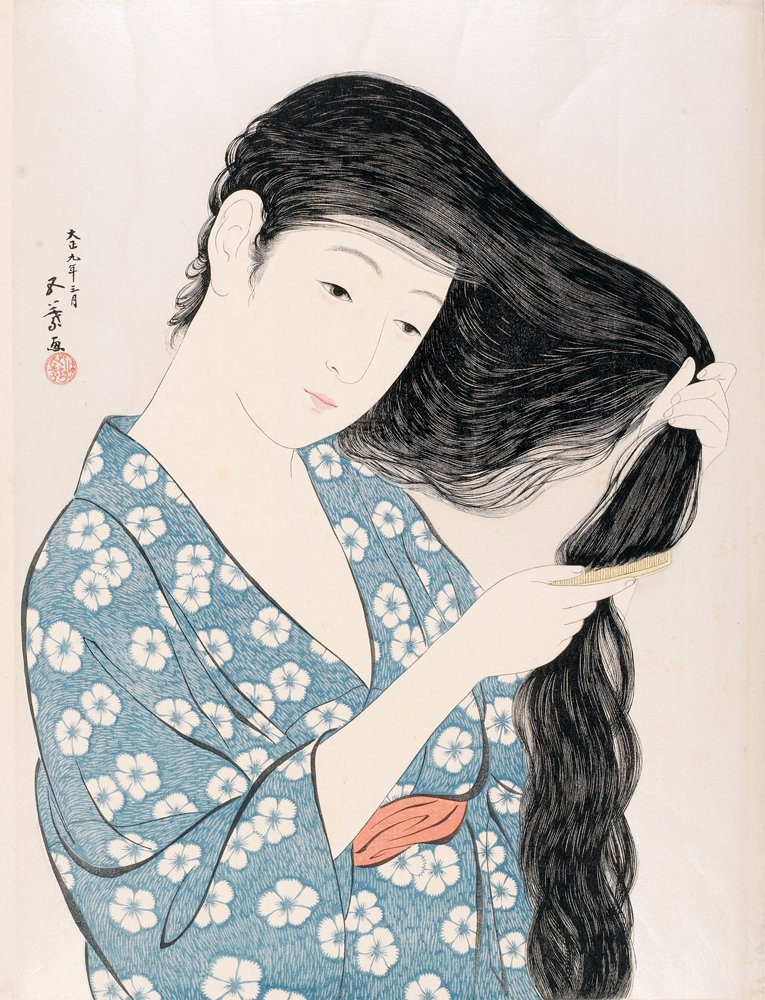
《梳髮女》，橋口五葉（1920年）
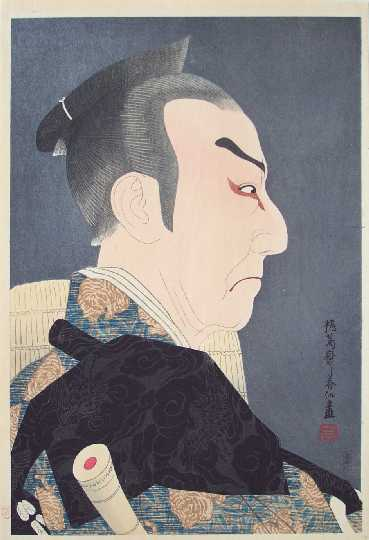
《春仙似顔集》『十一世片岡仁左衛門の九段目の本蔵』、名取春仙（1926年）
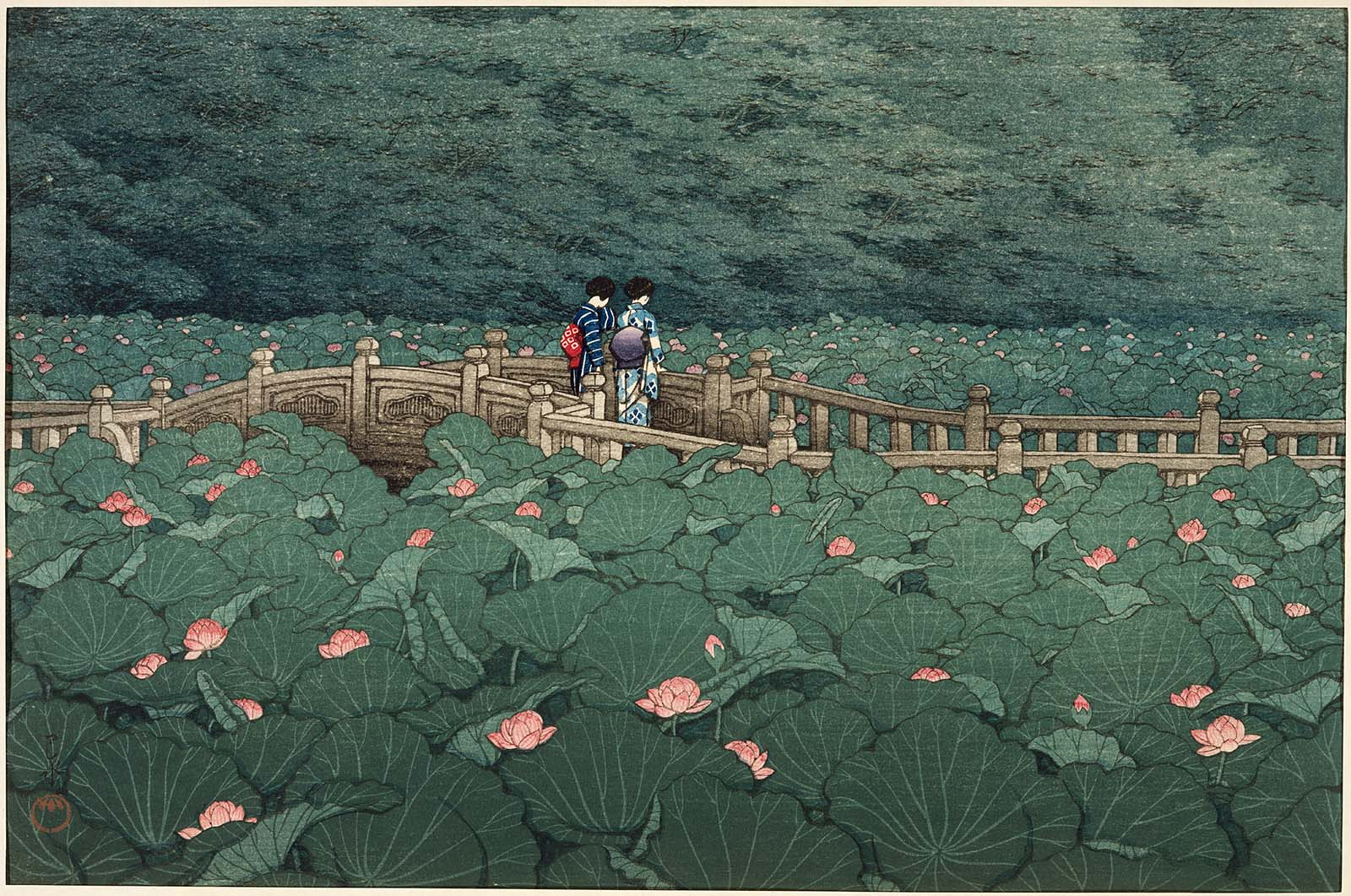
《芝弁天池》，川瀬巴水（1929年）
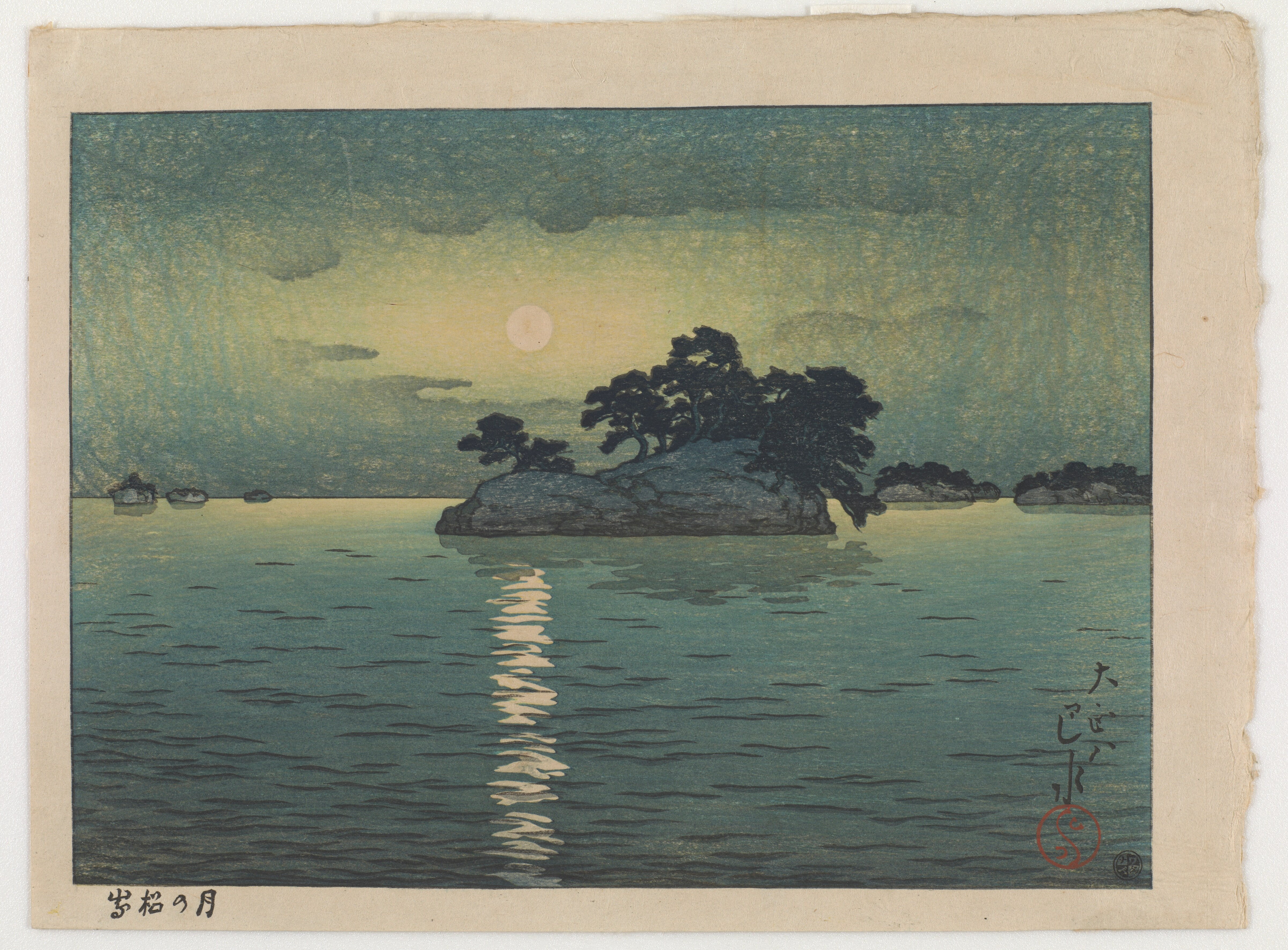
《月の松島》，川瀬巴水（1919年）
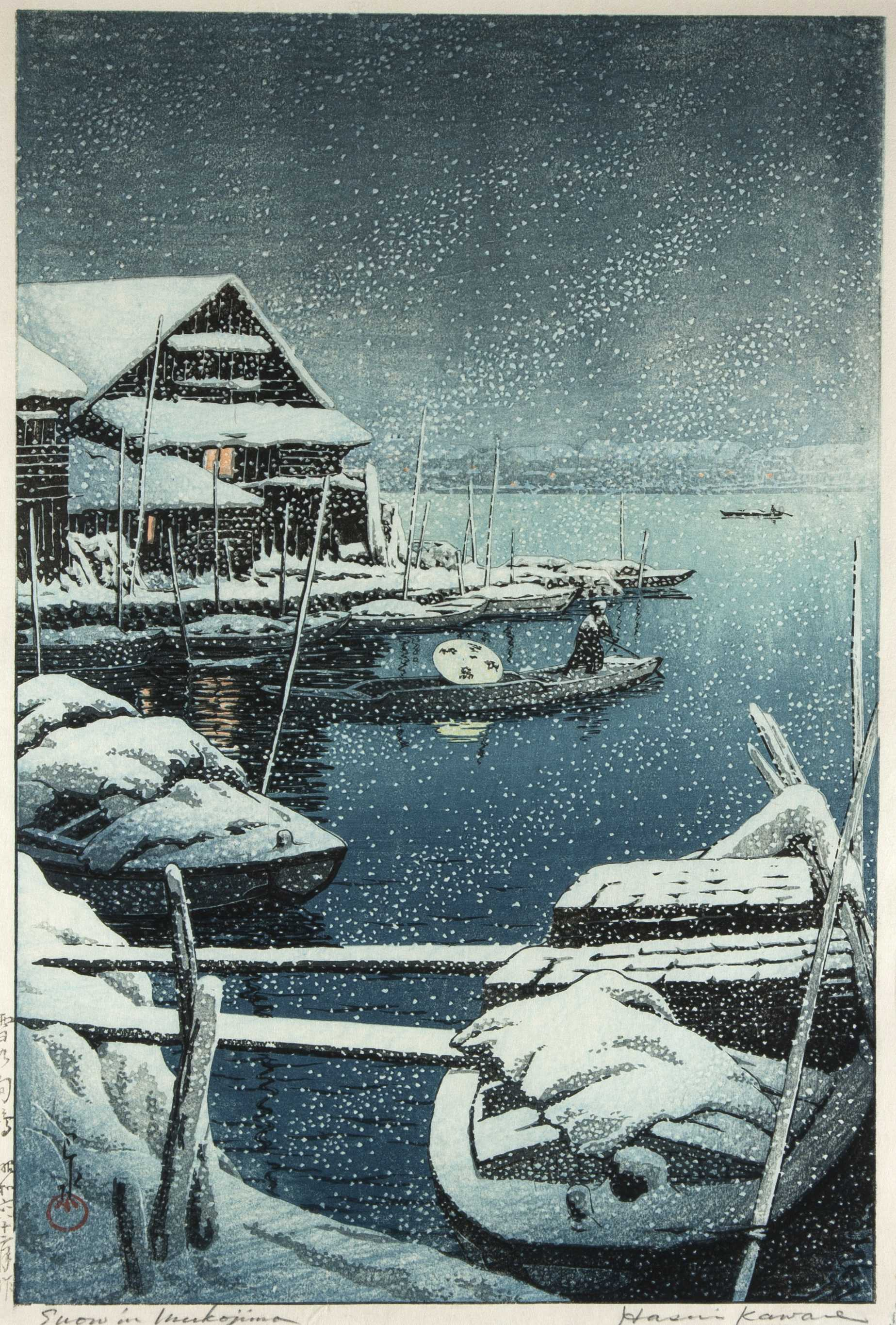
《雪の向島》，川瀬巴水（1931年）
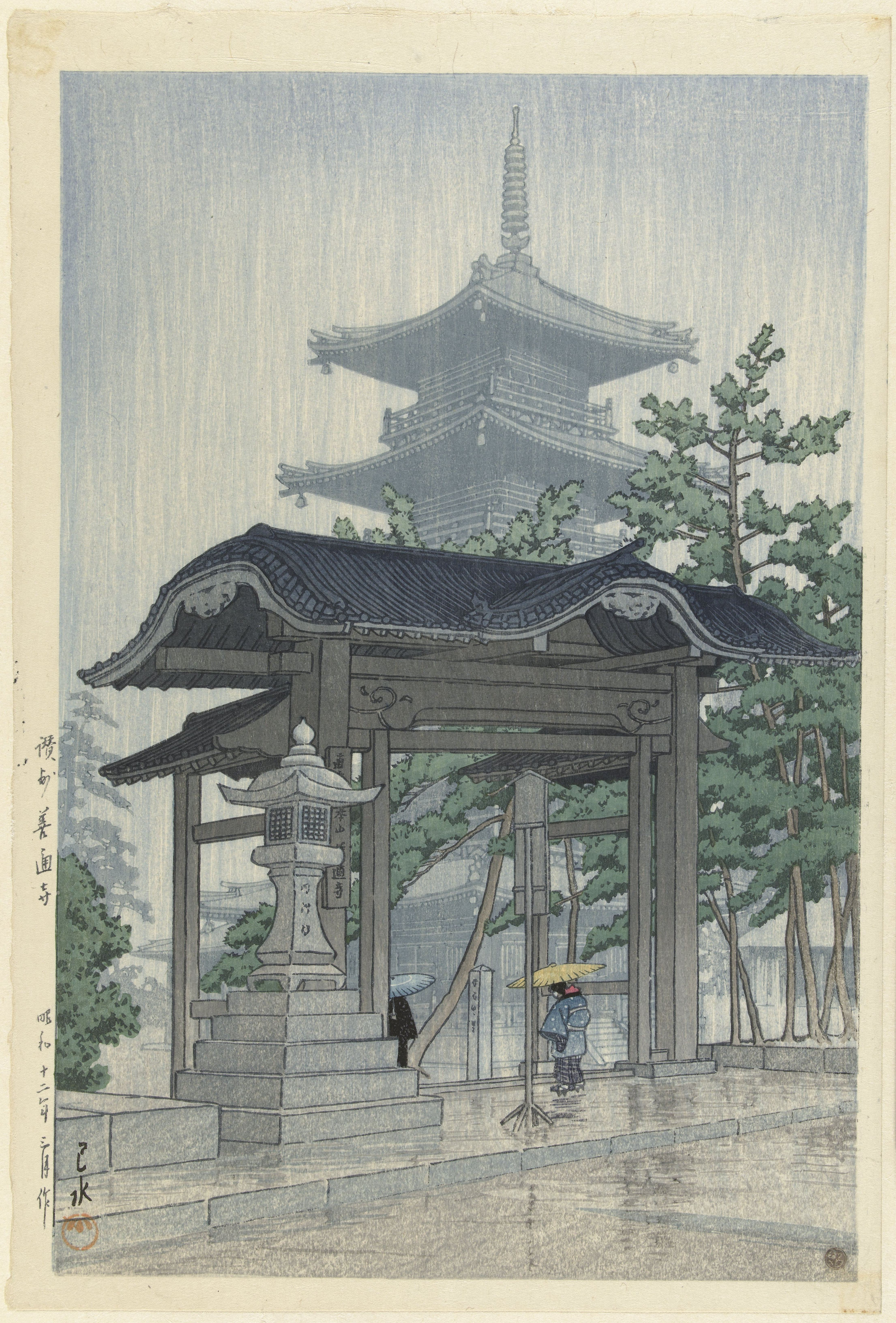
「日本風景集II 関西篇」《讃州 善通寺》，川瀬巴水（1937年）
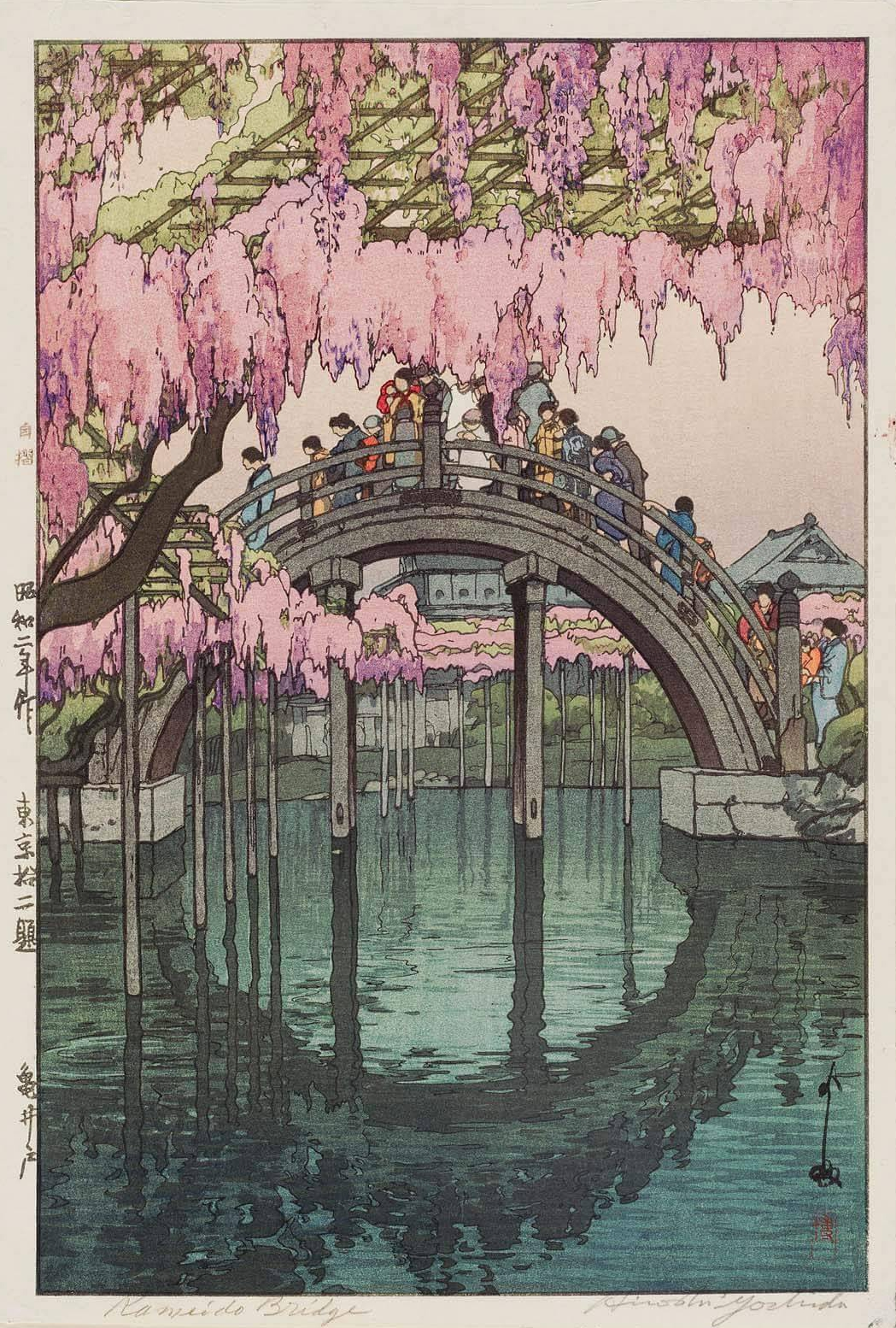
《東京拾二題 亀戸神社》，吉田博（1927年）
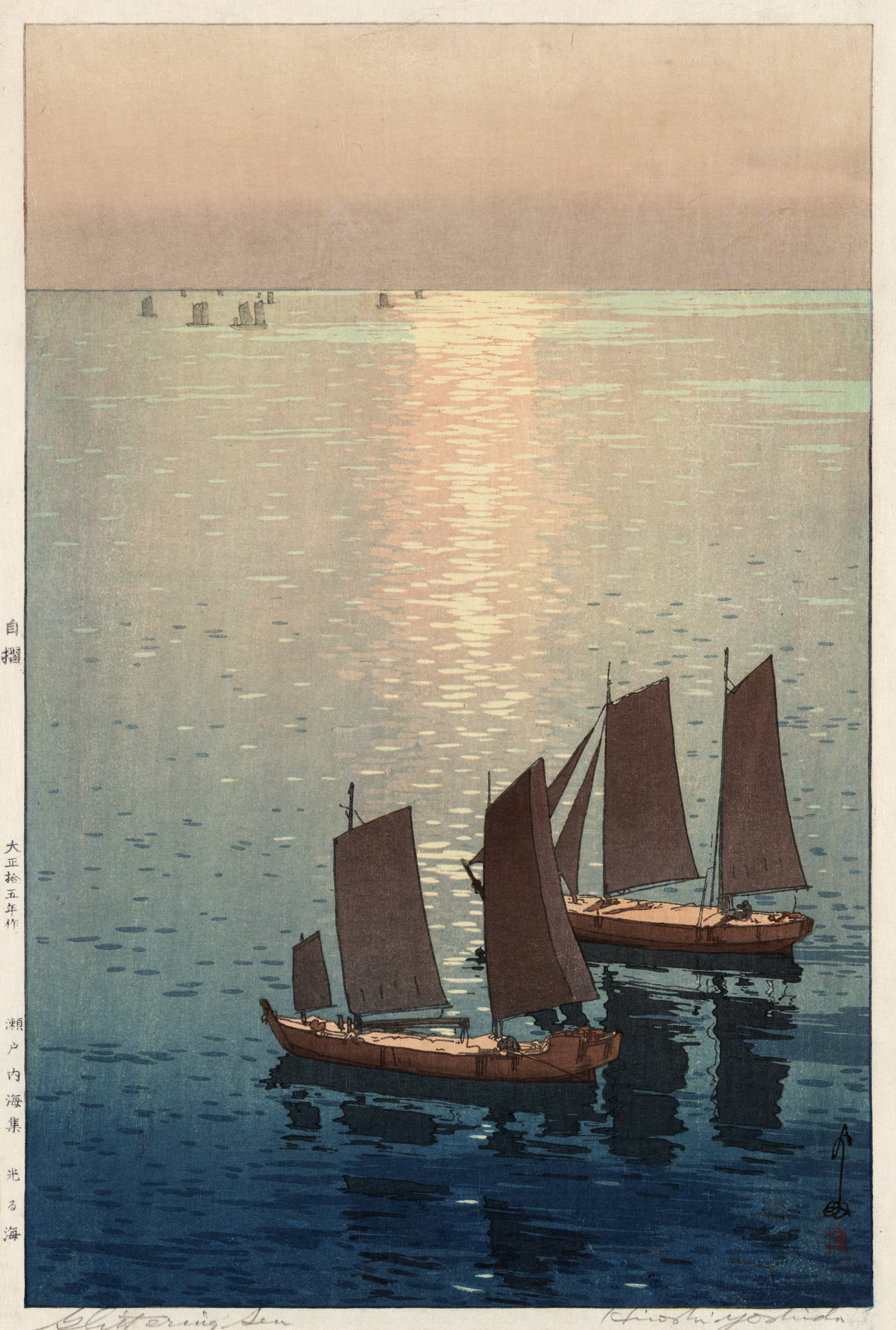
《光之海》、吉田博（1926年）
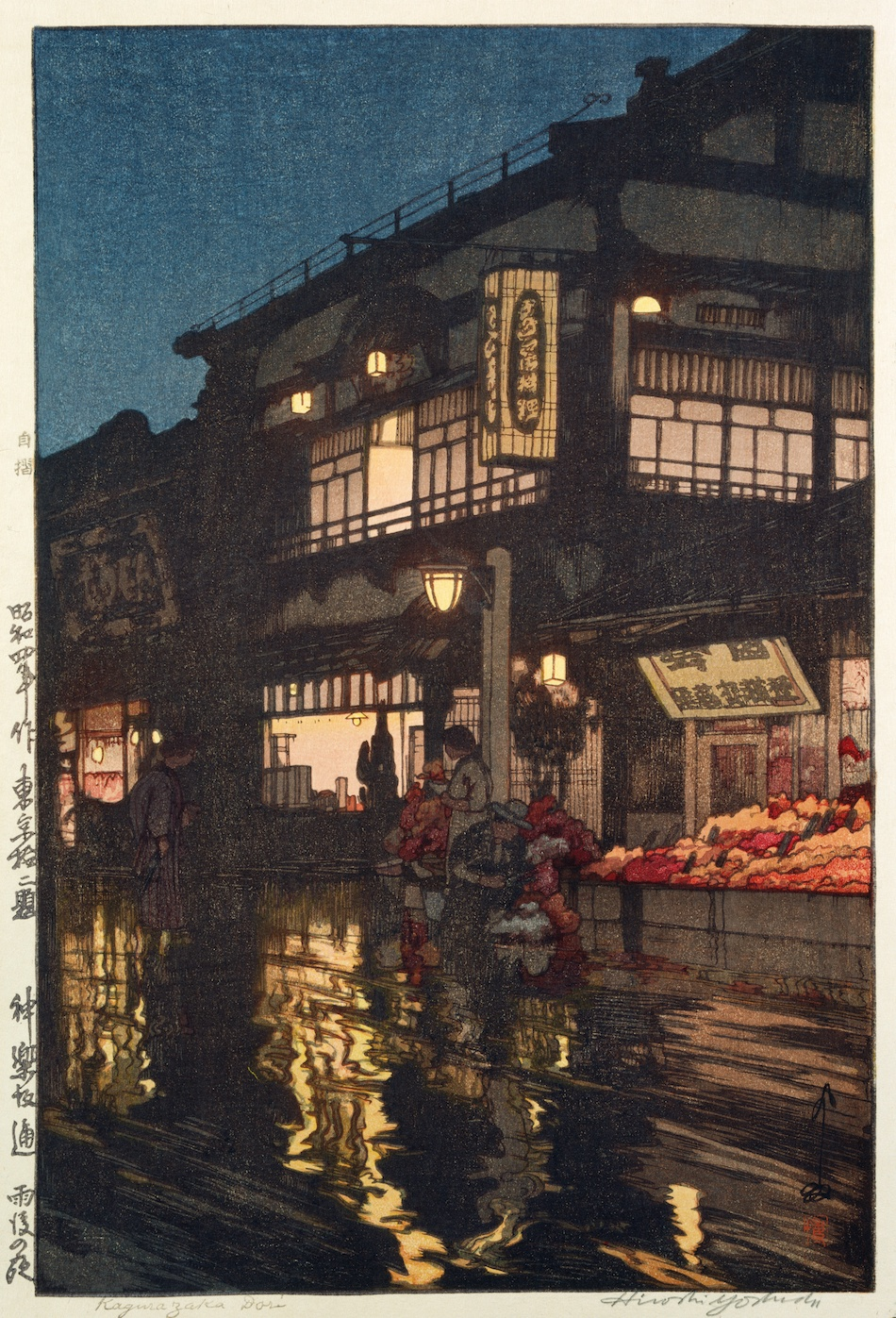
《東京拾二題　神楽坂通　雨後の夜》吉田博（1927年）
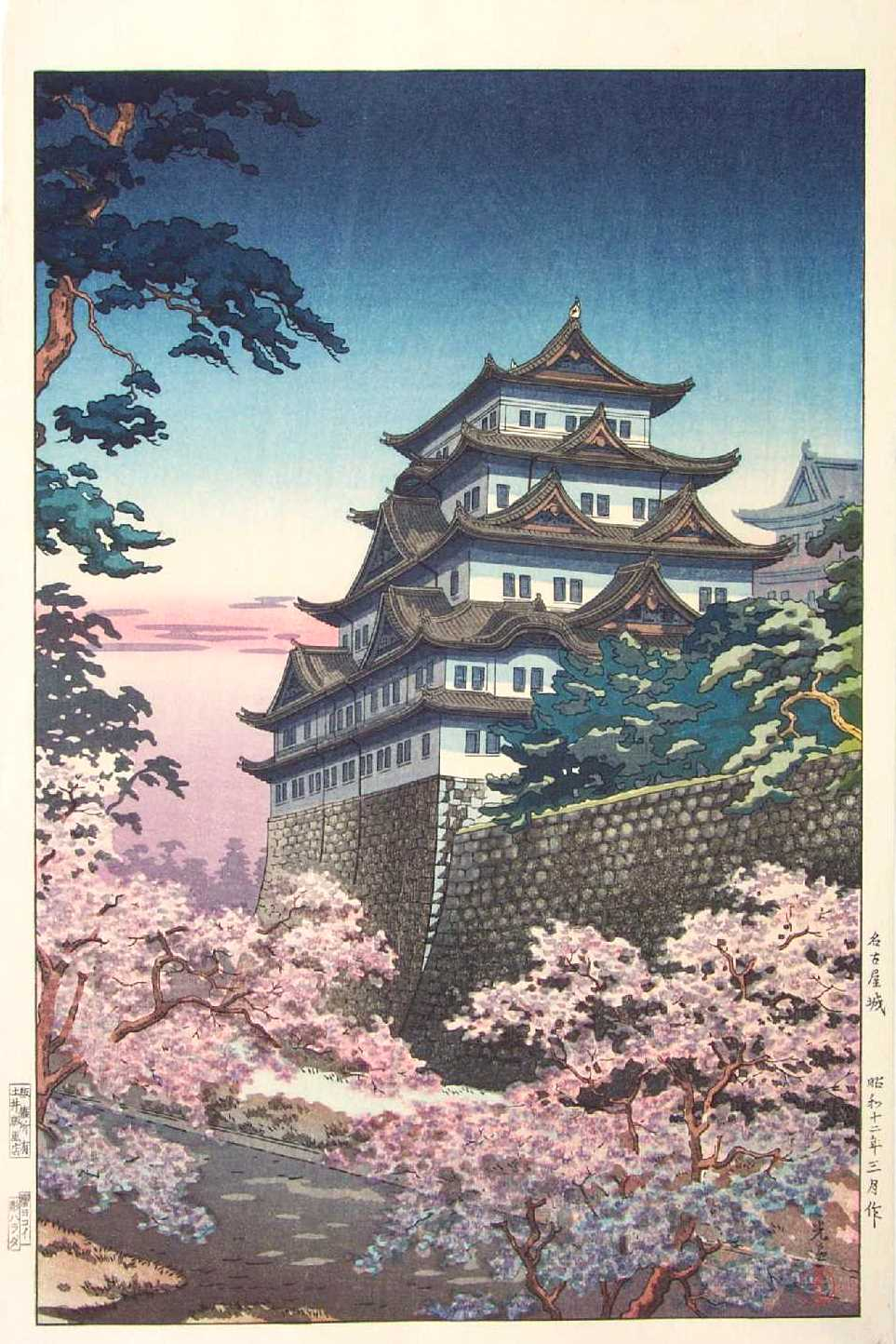
《名古屋城》，土屋光逸（日语：土屋光逸）（1937年）
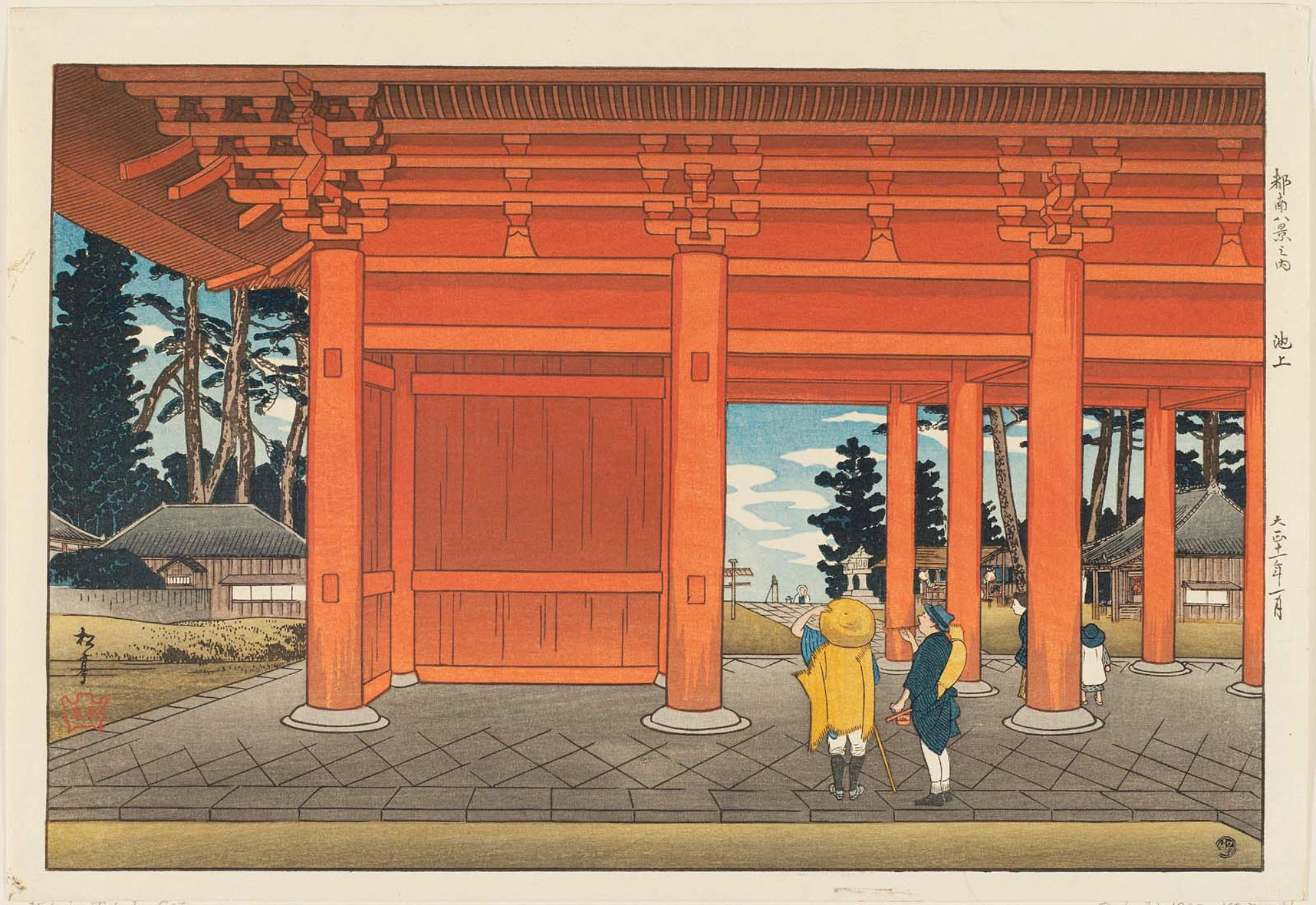
《都南八景の内》『池上』、高橋松亭（1922年）
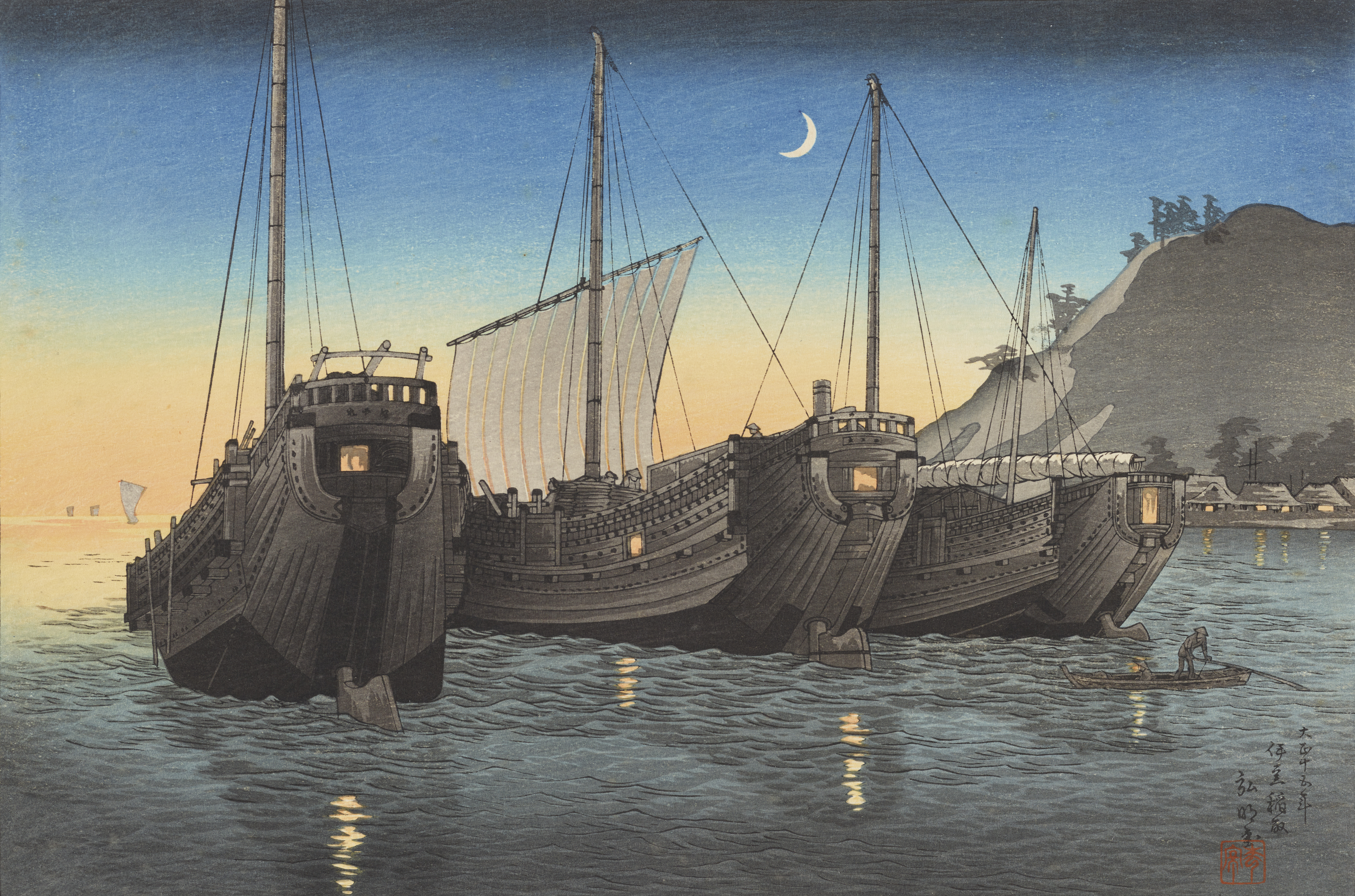
弘明画《伊豆稲取（日语：稲取）》、高橋松亭（1926年）